# Once Upon a Time in Triad Society 2
Série
Once Upon a Time in Triad Society
(1996)
Pour plus de détails, voir Fiche technique et Distribution.
Once Upon a Time in Triad Society 2 (去吧！揸Fit人兵團, Hui ba! Ja Fit yan bing tuen) est un film d'action hongkongais réalisé par Cha Chuen-yee et sorti en 1996 à Hong Kong.
Suite de Once Upon a Time in Triad Society, sorti quatre mois auparavant, c'est un film dérivé de la série des Young and Dangerous. Malgré son titre et le fait d'avoir le même réalisateur et les mêmes acteurs, l'histoire n'a aucun rapport avec le premier volet et les acteurs incarnent des personnages différents.

## Synopsis
Dague (Francis Ng), un joueur compulsif et lâche patenté, se retrouve dans un conflit entre triades pour le contrôle de Mong Kok.

## Fiche technique
- Titre original : 旺角揸Fit人2
- Titre international : Once Upon a Time in Triad Society 2
- Réalisation : Cha Chuen-yee
- Scénario : Chung Kai-cheung
- Photographie : Ko Chiu-lam
- Montage : Angie Lam
- Musique : Clarence Hui
- Production : Cha Chuen-yee et Chung Kai-cheung
- Société de production et de distribution : Concept Link Productions
- Pays d'origine :  Hong Kong
- Langue originale : cantonais
- Format : couleur
- Genre : action et film de gangsters
- Durée : 92 minutes
- Dates de sortie :
  -  Hong Kong : 6 septembre 1996

## Distribution
- Francis Ng : Diy Chai/Dague
- Angie Cheong (en) : Crystal
- Roy Cheung : Hung Lung/Dinosaure
- Cheung Tat-ming (en) : Dummy
- Ada Choi (en) : Deda